# 波波沃 (別列戈沃區)
48°16′10″N 22°25′20″E / 48.26944°N 22.42222°E
波波沃（烏克蘭語：Попово），是烏克蘭西部的村莊，隸屬外喀爾巴阡州的貝雷霍韋區。該村始建於1389年，面積1.21平方公里，海拔高度105米，2001年人口929，人口密度每平方公里767.77人。